# Recht op informatie
Het recht op informatie is een recht van de Staten-Generaal. 
De Staten-Generaal (Eerste en Tweede Kamer) heeft als vertegenwoordiging van het volk de taak om het kabinet en de ministers afzonderlijk te controleren. Daar hebben ze informatie voor nodig. Om aan die informatie te komen, heeft de Staten-Generaal de volgende vier rechten:
- vragenrecht
- recht van interpellatie
- recht van enquête
- budgetrecht